# Abul Aixe Amade
Abul Aixe Amade ibne Alcácime Canune, melhor conhecido como Abul Aixe Amade ou Amade I, foi califa do Califado Idríssida do Magrebe que governou de 948/949 até 954/955. Foi antecedido por seu pai Alcácime I e sucedido por seu irmão Haçane II.

## Biografia
Abu Aixe Amade era filho do califa Alcácime I (r. 937/938–948/949). Sucedeu seu pai em 948/949, quando reinou em nome do califa cordovês Abderramão III (r. 912–961). Abu recusou-se a ceder Tânger a Abderramão, sendo sitiado na cidade e obrigado a fugir. O Califado Idríssida foi ocupado pelos cordoveses e Abu manteve apenas as regiões de Baçorá e Arzila. Em 954/955, abdicou em nome de seu irmão Haçane II e partiu ao Alandalus para participar na jiade.